# ثقافة وادي سوق

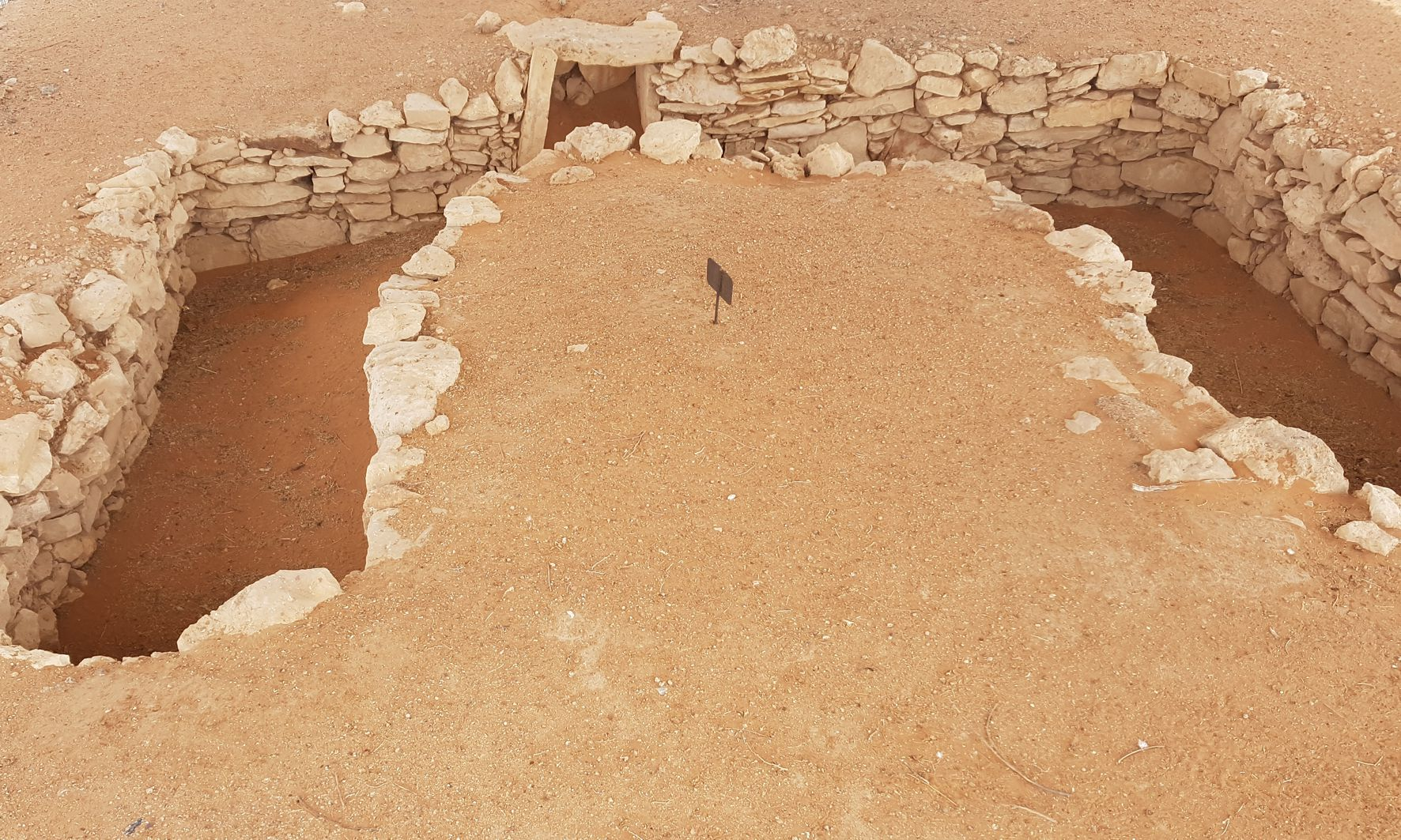
قبر في وادي سوق بجبل البحيص

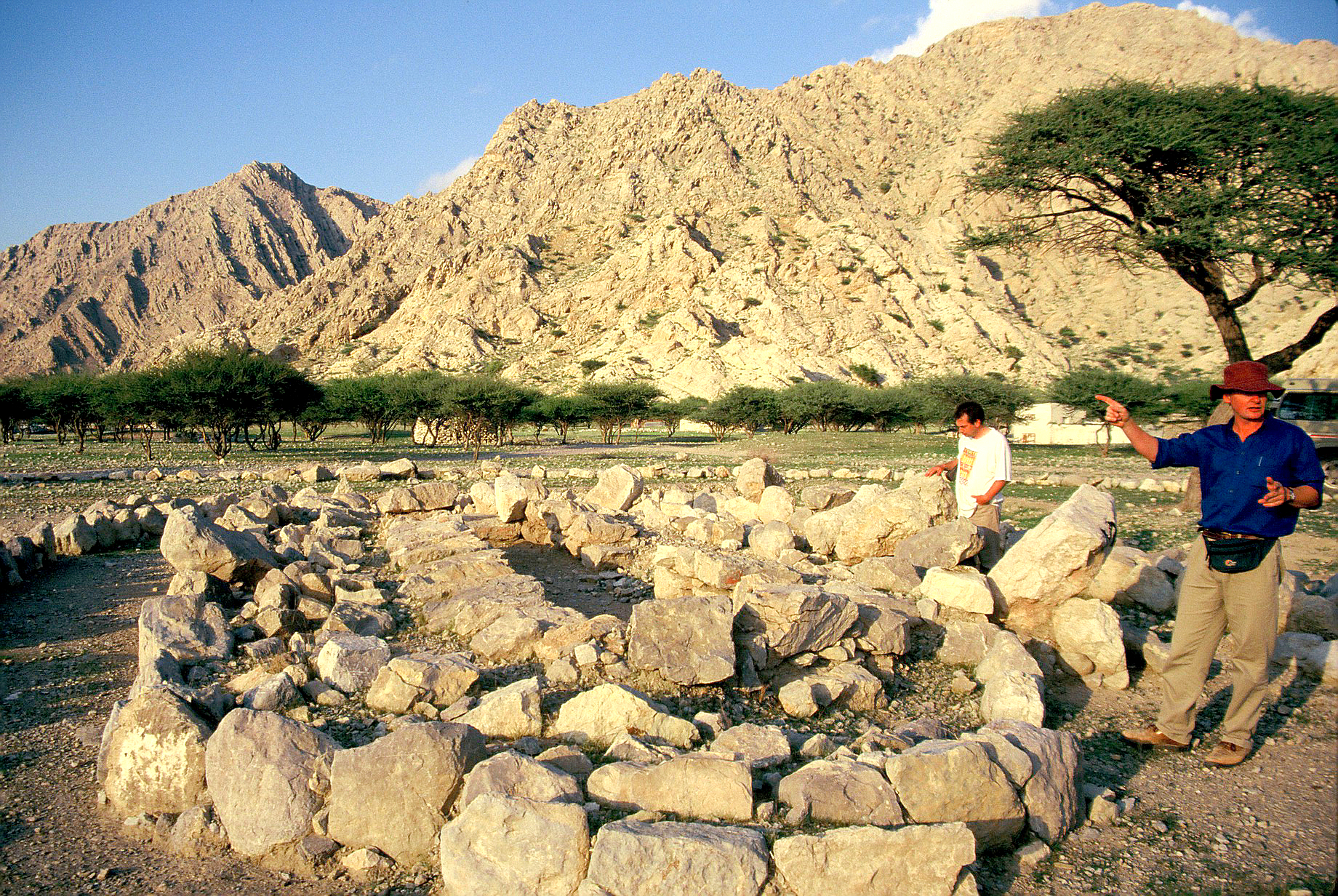
مقابر وادي سوق - شمل - 1700ق.م

ثقافة وادي سوق تحدد الاستيطان البشري في الإمارات العربية المتحدة وسلطنة عمان تؤرخ لآواخر العصر البرونزي في الفترة من 2000 إلى 1300 قبل الميلاد. وسميت بهذا الاسم نسبة إلى أحد المواقع في «وادي سوق» بين العين وغرب صحار في عُمان، ومن أهم المكتشفات الأثرية في تلك الفترة هي العثور على مجموعة من المقابر ورؤوس الرماح والجواهر المشغولة من الذهب والفضة بالإضافة إلى الأواني في مناطق متعددة مثل شمل في رأس الخيمة و خورفكان وجبل البحيص في الشارقة والقصيص في دبي. وتتبع ثقافة أم النار. على الرغم من أن علماء الآثار كانوا يميلون تقليديًا إلى النظر إلى الاختلافات في المستوطنات البشرية والمقابر بين فترات أم النار ووادي السوق كنتيجة لاختلال خارجي كبير (تغير المناخ، انهيار التجارة أو التهديد بالحرب)، فقد انتقل الرأي المعاصر نحو التغيير التدريجي في المجتمع البشري الذي يتمحور حول مناهج أكثر تعقيدًا لتربية الحيوانات بالإضافة إلى التغيرات في البيئات التجارية والاجتماعية المحيطة.